# Уэйл-Пасс
Уэйл-Пасс (англ. Whale Pass) — город в США в зоне переписи населения Принс-оф-Уэльс — Хайдер штата Аляска.
Является городом второго класса. Численность населения по переписи 2010 года составляла 31 человек, что меньше, чем 58 человек в 2000 году.

## География
Уэйл-Пасс расположен на 56°6′45″ с.ш., 133°8′31″ з.д. (56.112370, -133.141892). По данным Бюро переписи населения США, общая площадь города составляет 37,4 квадратных мили (97 км²), из которых 35,6 квадратных миль (92 км²) приходится на сушу, а 1,8 квадратных мили (4,7 км²) (4,68%) — на воду.

## Демография
| Год переписи                    | Нас. |  | %±     |
| ------------------------------- | ---- |  | ------ |
| 1980                            | 90   |  | —      |
| 1990                            | 75   |  | −16,7% |
| 2000                            | 58   |  | −22,7% |
| 2010                            | 31   |  | −46,6% |
| 2020                            | 86   |  | 177,4% |
| 1980–2020 U.S. Decennial Census |      |  |        |

## История
Изначально Уэйл-Пасс был лесозаготовительным лагерем и впервые был официально зарегистрирован в 1980 году как Норт-Уэйл-Пасс, а затем название было сокращено до просто Уэйл-Пасс. С 1980 по 2017 год это был неинкорпорированный переписной пункт (CDP). 31 января 2017 года жители проголосовали за инкорпорацию в качестве города второго класса, получив чуть менее 75% из 46 поданных голосов. Таким образом, Уэйл-Пасс стал 116-м городом второго класса в штате.